# Grevillea baileyana
Grevillea baileyana,  es una especie de arbusto  del gran género  Grevillea perteneciente a la familia  Proteaceae. Es nativa de las selvas lluviosas del nordeste de  Queensland en Australia y Papúa Nueva Guinea.

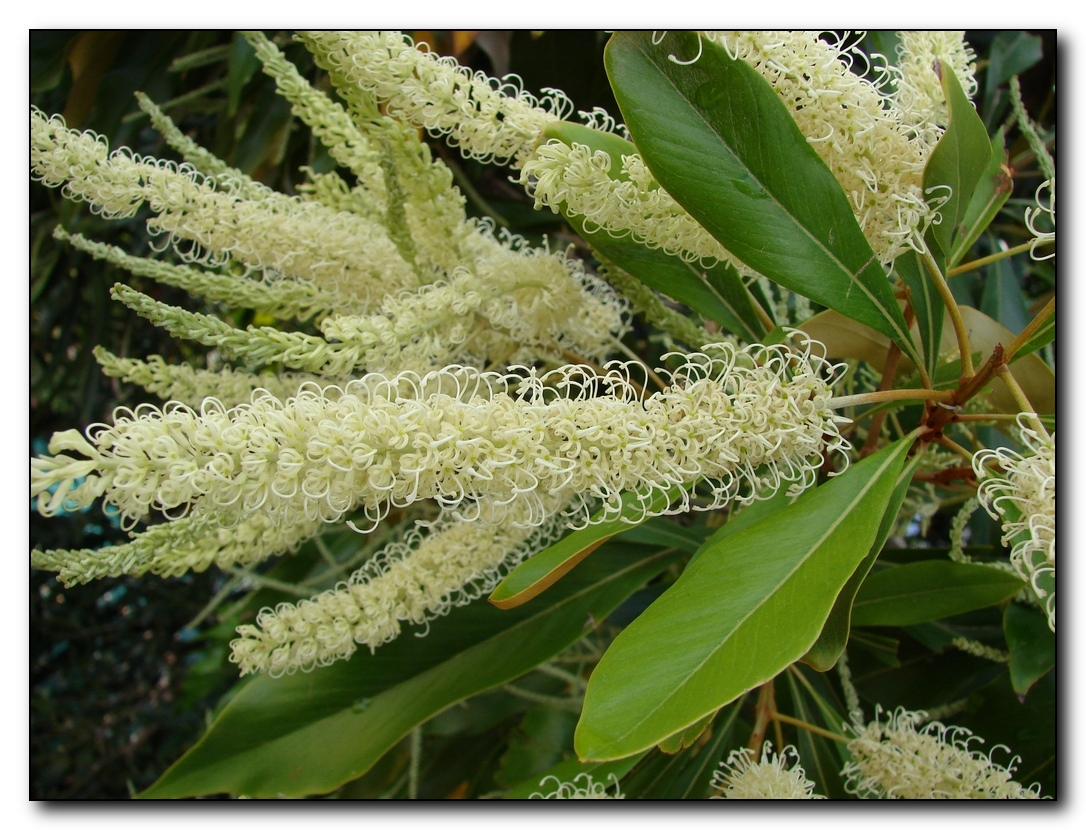
Inflorescencia

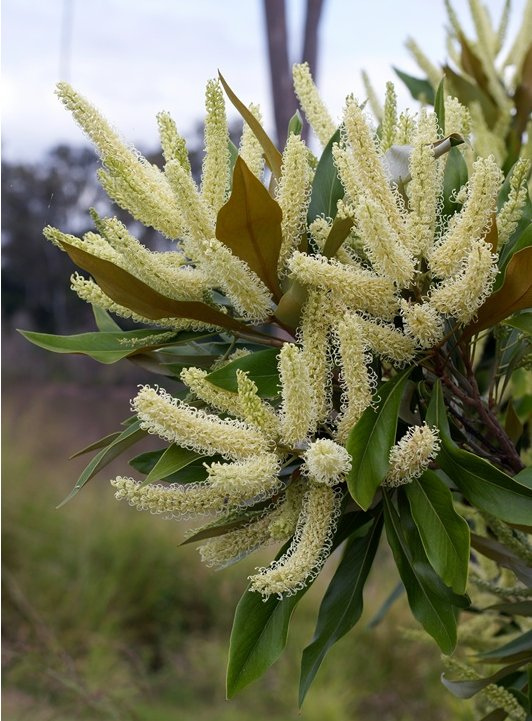
Detalle de inflorescencia

## Descripción
En su hábitat de bosque nativo, Grevillea baileyana puede crecer como un árbol de 30 m de alto. Su corteza es de color gris escamosa. Las hojas miden 6-30 cm  de longitud, y las hojas juveniles son pinnatífidas, es decir, divididas en cinco hasta nueve lóbulos lanceolados (en forma de lanza),  en cada lado de la hoja, mientras que las adultas  son una simple forma de lanza (lanceoladas) y de 1-6 o raramente 10 cm  de ancho. Son de un verde suave y brillante por encima.  Las inflorescencias aparecen en primavera y verano (agosto a diciembre) y son de color verdoso en la yema y blanco en la madurez.

## Distribución y hábitat
Grevillea baileyana se encuentra en Nueva Guinea y Australia, donde se encuentra en el noreste de Queensland. Se encuentra en las selvas tropicales y los márgenes de la selva, generalmente en suelos de granito.

## Cultivo y usos
Las fragantes flores blancas y el follaje verde hacen que Grevillea baileyana sea una planta de jardín. Prefiere un abono rico en suelos ácidos con buen drenaje. Es de larga duración en el cultivo y por lo general crece no más de 8 a 10 metros. Aunque se conoce de la floración prolífica en las regiones tropicales, las plantas pueden tardar muchos años para producir flores en las zonas templadas. En general, se propaga por semilla, aunque un cierto éxito se ha tenido con los cortes. La madera es de grano blanco o rosado y puede ser utilizado en el torneado de madera o ebanistería.

## Taxonomía
La primera planta fue recolectada en 1886 cerca de Johnstone River en el norte de Queensland, a esta especie se le otorgó el nombre binomial de Kermadecia pinnatifida por el botánico Frederick Manson Bailey. Sin embargo, cuando fue reclasificado dentro del género Grevillea, el nuevo nombre científico fue encontrado como nomen illegitimum ya que la combinación Grevillea pinnatifida había sido utilizada para otra planta en 1843. por estp, el botánico Donald McGillivray le dio el nombre de Grevillea baleyana en 1986,
Grevillea baileyana fue descrita por Donald McGillivray y publicado en New Names Grevillea 2. 1986.
Etimología
Grevillea, el nombre del género fue nombrado en honor de Charles Francis Greville, cofundador de la Royal Horticultural Society.
baileyana, epíteto otorgado en honor del botánico Frederick Manson Bailey y su hijo John Frederick Bailey.
Sinonimia
- Grevillea pinnatifida (F.M.Bailey) F.M.Bailey
- Kermadecia pinnatifida F.M.Bailey[6]